# Metamorphobia
Metamorphobia är ett album från 2003 av den svenska synthpop-gruppen Tyskarna från Lund. Albumet parodierar den tyska gruppen Kraftwerk till stor del. En återkommande parodisk gest är att lista ord i utvalda ämnen men med humoristiska ämnesval. En annan association är låten E6 och Kraftwerks Autobahn.
I samband med att albumet släpptes ifrågasatte flera kritiker om bandet egentligen var en parodi på genren, en parodi på en parodi på genren eller "på riktigt". 

## Låtlista
1. Internet
2. Eis Auto
3. Global Fussball OK
4. Metalburg
5. Sex in the City
6. Tanzen mit Musik
7. In der Egg
8. First We Take Manhattan
9. Akropolis (Live at Akropolis)
10. Achtung X-Mas!
11. E6
12. Party Planet
13. Asien
14. Still Loving You
15. Freunde, hey you
16. Outro

## Om låtarna

### Internet
En kärlekslåt som handlar om Internet. Inleds med ljudet från ett modem som startar upp.

### Eis Auto
Innehåller en slinga som anspelar på Glassbilens signatur. Låten är också en parodi på U96's låt Das Boot.

### Global Fussball OK
Fotbollslåt till Fotbolls-VM 2002.

### Metalburg
I denna låt om dystopin Metalburg finns en massa referenser till ord som innehåller järn och metall, som till exempel järnridån och tungsten. Låten framförs i bästa Jimmy Somerville-anda och påminner om Bronski Beats Smalltown Boy.

### Sex in the City
Innehåller inte så mycket text, men titeln är en anspelning på TV-serien Sex and the City.

### Tanzen mit Musik
En partylåt som handlar om en man som först är i marsipanstaden Lübeck och sen sitter på Reeperbahn i Hamburg. Sen räknas en massa tyskklingande ord upp, och här finns till exempel Anthon Berg och Tomas von Brömssen.

### In der Egg
Handlar om Kinderägg. 

### First We Take Manhattan
En cover på en låt som gjordes av Leonard Cohen

### Akropolis (Live at Akropolis)
Innehåller inte så mycket text, förutom "Akropolis - Ruin of Time"

### Achtung X-Mas!
En julsång på tyska som varvas med snabba förklaringar på engelska om vad det innebär att fira jul.

### E6
En parodi på Kraftwerks sång Autobahn som istället handlar om den svenska motorvägen E6.

### Party Planet
Den första låten på den här plattan som släpptes. I slutet av låten räknas en rad tyska städer upp (Berlin, Frankfurt, Heidelberg, Osnabrück, Sassnitz) och slutligen Grekland.

### Asien
En olycklig kärleksförklaring mellan en ninja och en geisha. Han är en backpacker från Frankfurt, och hon är en japanska på Bali.

### Still Loving You
En cover på den tyska rockgruppen Scorpions sång Still Loving You.

### Freunde, Hey You
En stilla ballad om kärlek. Mitt i låten kommer "durch, für, gegen, ohne, um" vilket är en ramsa man kan rabbla när man vill lära sig tysk grammatik

### Outro
Enstaka ljud som låter som en elektronisk metronom.